# Besetzung von Sollum
Die Besetzung von Sollum war die Durchsetzung des britischen Anspruchs auf den osmanisch kontrollierten Ort Sollum während des Italienisch-Türkischen Krieges. Der Ort befand sich damals an der Grenze zwischen dem osmanischen Libyen und dem britisch kontrollierten Ägypten. Nach Verhandlungen wurde Sollum am 22. Dezember 1911 von anglo-ägyptischen Truppen besetzt. Nach dem Italienisch-Türkischen Krieg wurden die osmanischen Provinzen in Libyen von Italien beansprucht. Die Annexion von Sollum zugunsten des britisch kontrollierten Ägypten wurde 1925 im Rahmen des Milner-Scialoja-Abkommens mit Italien vertraglich fixiert.

## Hintergrund

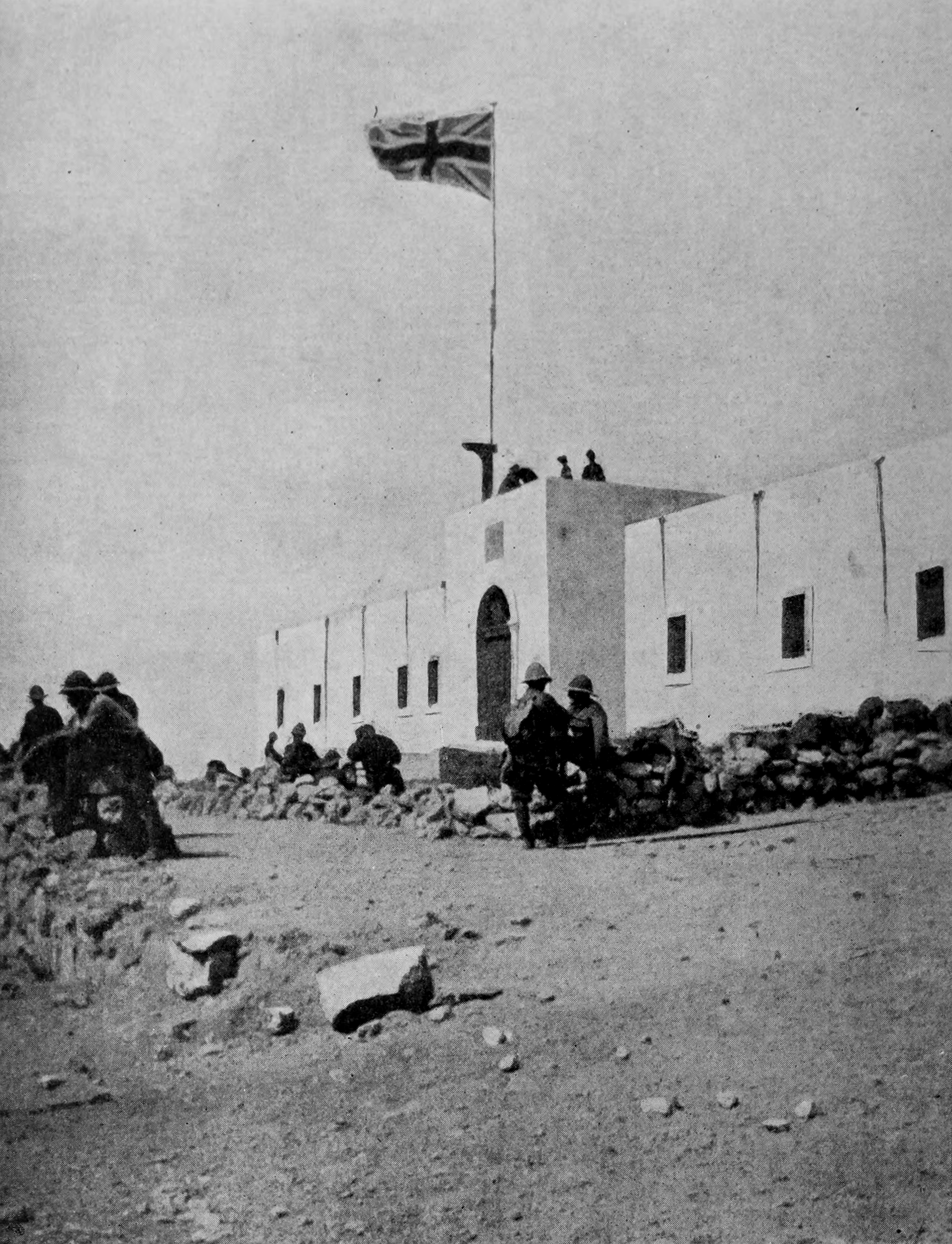
Das Fort bei Sollum befand sich auf einem Hügel ca. 700 Meter nördlich des Hafens. Das Foto zeigt das Fort, besetzt durch britische Truppen nach der Wiedereroberung am 14. März 1916.

Mit der Besetzung von Sollum verfolgten die Briten vordergründig den Zweck, die Grenzregion zur Wahrung der Neutralität im Italienisch-Türkischen Krieg besser kontrollieren zu können. Allerdings erhob die britische Regierung bereits 1904 den Anspruch auf Sollum für Ägypten und sicherten sich 1907 von Italien dazu die Zustimmung.

### Ungeklärte Grenzfrage
Seit 1882 befand sich Ägypten unter indirekter britischer Verwaltung, blieb aber offiziell ein Unterstaat des Osmanischen Reiches (→ Britische Herrschaft in Ägypten), weshalb eine Demarkation zum osmanischen Libyen weder verhandelt noch vertraglich fixiert wurde. Faktisch bildete der Hafenort Sollum die Grenze zu Ägypten. Der Hafen von Sollum gehörte damals zu den wichtigsten des östlichen Nordafrika und war durch ein Fort – trotz dessen primitiven Zustands – gut befestigt. Zu Beginn des Italienisch-Türkischen Krieges umfasste die osmanische Garnison des Forts ca. 25 Mann. Das Osmanische Reich setzte die nach seiner Auffassung eigentliche Grenze ca. 200 km ostwärts von Sollum bis zum Kap Ras el Kanais an unter Berufung auf ein vom damaligen osmanischen Sultan im Jahre 1841 erlassenen Ferman, in welchem die Grenzen der osmanische Provinz Ägypten festgelegt wurden.

### Schmuggel
Aufgrund der italienischen Blockade der libyschen Küste war es dem Osmanischen Reich unmöglich, vom Mutterland aus größere Unterstützung an die Truppen in den libyschen Provinzen über den Seeweg zu senden. Die britische Regierung erklärte ihre Neutralität im Italienisch-Türkischen Krieg und verpflichtete sich damit, keine Kriegspartei in militärischen oder ökonomischen Belangen zu unterstützen. Allerdings war dieser Status gefährdet, denn es gelangten osmanische Soldaten und Offiziere, ägyptische Freiwillige und Kriegsmaterialien über die Grenzen Ägyptens in das Kriegsgebiet. Nach italienischen Beschwerden verstärkten die Briten ihre Grenzkontrollen.

## Verlauf
Nach Ausbruch des Italienisch-Türkischen Krieges traf der britische Generalkonsul von Ägypten, Herbert Kitchener, Vorbereitungen zur Okkupation von Sollum. Dorthin sandte er eine Abteilung der Küstenwache (150 Mann und 155 Kamelreiter) unter der Leitung ihres Generaldirektors George Hunter, und eine Abteilung der Ägyptischen Armee (50 Mann) unter dem Kommando von Hauptmann Henry Kyrke. Nach Verhandlungen am 20. Dezember 1911 stimmte die osmanische Garnison zu, den Ort und das Fort zu verlassen, und zog am 21. Dezember in ein von den anglo-ägyptischen Truppen eingerichtetes Lager ca. 3 km westlich des Forts. Am Folgetag wurde das Fort durch die anglo-ägyptischen Truppen besetzt.

## Folgen
Eine vertragliche Klärung des Status von Sollum mit dem Osmanischen Reich fand nicht mehr statt, da dieses durch die Niederlage im Italienisch-Türkischen Krieg auf die Besitzungen in Libyen verzichten musste. Im Ersten Weltkrieg war Sollum im Rahmen der Invasion in Ägypten durch Nuri Killigil vom 23. November 1915 bis zur Wiedereroberung durch anglo-ägyptische Truppen am 14. März 1916 noch einmal osmanisch besetzt. Mit dem Milner-Scialoja-Abkommen vom 6. Dezember 1925 wurde die Grenze zwischen Ägypten und den italienischen Kolonien in Libyen fixiert, wodurch Sollum auch formal Ägypten zugesprochen wurde.

## Belege
1. 1 2  [n.n.]: Die politisch-strategische Bedeutung Sollums, S. 13, In: Allgemeine schweizerische Militärzeitung. Organ der schweizerischen Armee. Verlag Zofinger Tagblatt, Basel, 57.1912, Nr. 1, S. 13–14.
2. 1 2  [n.n.]: Die politisch-strategische Bedeutung Sollums, S. 14. In: Allgemeine schweizerische Militärzeitung. Organ der schweizerischen Armee. Verlag Zofinger Tagblatt, Basel, 57.1912, Nr. 1, S. 13–14.
3. 1 2 3  Simon, Rachel: Libya between Ottomanism and Nationalism. The Ottoman Involvement in Libya during the War with Italy (1911–1919). Berlin 1987, S. 45.
4. ↑  Simon, Rachel: Libya between Ottomanism and Nationalism. The Ottoman Involvement in Libya during the War with Italy (1911–1919). Berlin 1987, S. 111.
5. ↑  McGuirk, Russell: The Sanusi's Little War. The Amazing Story of a Forgotten Conflict in the Western Desert. 1915–1917. London 2007, S. 29.
6. ↑  Simon, Rachel: Libya between Ottomanism and Nationalism. The Ottoman Involvement in Libya during the War with Italy (1911–1919). Berlin 1987, S. 114.
7. ↑  McGuirk, Russell: The Sanusi’s Little War. The Amazing Story of a Forgotten Conflict in the Western Desert. 1915–1917. London 2007, S. 27.
8. 1 2 3  McGuirk, Russell: The Sanusi’s Little War. The Amazing Story of a Forgotten Conflict in the Western Desert. 1915–1917. London 2007, S. 28.
9. ↑  Timelines for Events of the League of Nations from 1918 to 1946 (Memento vom 24. September 2015 im Internet Archive), abgerufen am 28. Februar 2014.